# Bowen Island (Austrália)

Filhotes de pinguim

Bowen Island é uma ilha de arenito a 250 metros (270 yd) da ponta da península de Bherwerre na entrada da Baía de Jervis, na costa de Nova Gales do Sul, na Austrália. A ilha, no entanto, não faz parte do estado de Nova Gales do Sul, mas sim do Território da Baía de Jervis, administrado pelo governo federal australiano. Encontra-se dentro do Parque Nacional de Booderee.

## Descrição
A ilha, em formato de lágrima, possui cerca 1,1 quilômetros (1 200 yd) de norte a sul e 600 metros (660 yd) de largura. Há falésias acentuadas a leste, o lado oceânico, cujo relevo se rebaixa a plataformas rochosas no lado oeste. Muito do que é coberto está estabilizado pela vegetação. A ilha foi batizada em homenagem ao tenente Richard Bowen, RN (Marinha Real Britânica). Há outra ilha, com o nome de Bowen Island, no Canadá, cujo nome vem do irmão mais velho de Richard, o contra-almirante James Bowen RN.

## Aves
A ilha, em suas as águas no lado ocidental, constitui um zona de propósito ecológico que se destina a proteger a nidificação de aves marinhas e de seus habitats de perturbações, não estando aberto o acesso ao público em geral.

### Colônia de pinguins
Bowen Island é o lar de uma importante colônia de pinguins-azuis, com cerca de 5000 pares reprodutores. A população aumentou de 1000 casais em 1979,  para 1500 pares reprodutores em 1985 e posteriormente, para 2500 pares reprodutores em 1993. Em 2012, pouco mais de 50 indivíduos da espécie foram marcados como parte de um pequeno projeto de pesquisa de pinguins. Amostras de DNA foram também coletados e algumas aves foram microchipados. A colônia de Bowen Island foi revisitada várias vezes em 2013, com resultados a serem publicados em uma futura tese de doutorado.
Uma descrição da ilha, feita em 1948 avisava que "que quem vagueia à noite na ilha tropeça em pinguins." Sabia-se que pinguins habitavam a ilha pelo menos desde 1908, quando eles foram descritos como sendo presentes em grande número.

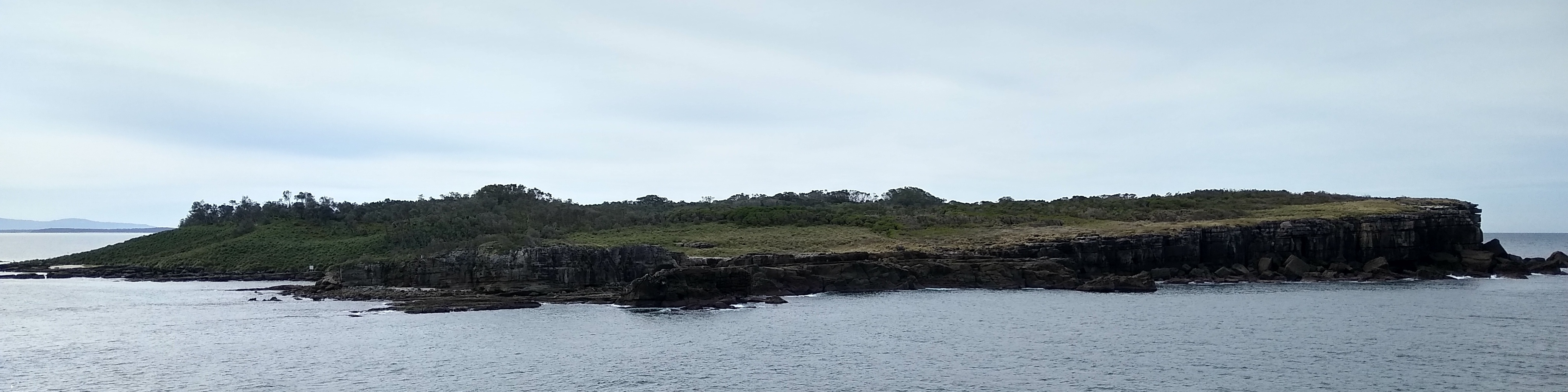
Bowen Island